# Велика соборна мечеть
Велика соборна мечеть або Паризька соборна мечеть (фр. Grande Mosquée de Paris) — соборна мечеть Парижа. Мечеть є однією з найстаріших у Франції.

## Історія
Рішення побудувати мечеть з'явилося точніше після битви при Вердені, коли Сосіє де Хабус був доручений спорудити мечеть. Ця асоціація, створена в 1917 році, мала на меті організувати щорічне паломництво до Мекки для жителів Північної Африки та забезпечити, щоб паломники дотримувались правил безпеки та гігієни під час подорожі.
Концепція проекту була розроблена архітектором Морісом Транчантом де Лунелем, який з 1912 року був директором образотворчих мистецтв при Губерті Люттє.
Паризька соборна мечеть фінансувалася Францією.
Перший камінь був закладений у 1922 році. Роботу завершили Роберт Фурнез, Моріс Монтю та Чарльз Хебес за планами Моріса Траншанта де Лунеля. Мечеть була побудована в мавританському стилі. Висота єдиного мінарету становить 33 м.
Мечеть була відкрита 16 липня 1926 року в присутності президента Франції Гастона Думерга та султана Марокко Юсуфа бен Хассана.
На сьогодні Велика соборна мечеть — найбільша мечеть Франції.

## Стиль
Мечеть побудована в мавританському архітектурному стилі.